# Fuchsweiher
Der Fuchsweiher ist ein aufgestauter Weiher in Rot an der Rot im Landkreis Biberach in Oberschwaben.

## Beschreibung
Ursprünglich wurde der Weiher von Mönchen des Klosters Rot an der Rot angelegt. Er befindet sich im Eigentum der Gemeinde. Pächter des Weihers ist der Fischereiverein Rot an der Rot. Seine Wasserfläche beträgt 2,8 Hektar. Die durchschnittliche Tiefe ist 2,1, die größte 5,5 Meter. Sein Einzugsgebiet umfasst 165 Hektar und er hat ein Volumen von 59.600 Kubikmetern. Der Überlauf des Weihers fließt in die Rot, welche in die Donau mündet. Der Einzugsbereich des Weihers wird zu 70 % als Wald und zu 30 % als landwirtschaftliche Nutzfläche genutzt. Von der landwirtschaftlichen Nutzfläche sind 73 % Grünland und 27 % Ackerland.
An den Zuläufen wächst Riesen-Bärenklau. Die Zuläufe sind bei hoher Wasserführung wegen Intensivnutzung durch die Landwirtschaft mit Phosphat belastet.

## Badeweiher und Angelplatz
Der Fuchsweiher ist ein Naturweiher, in dem das Baden auf eigene Gefahr geduldet wird. Er wird nicht als Badesee mit regelmäßigen Wasseruntersuchungen geführt. Einrichtungen wie Duschen und Toiletten sind nicht vorhanden. Das Grillen und Zelten wird im Bereich des Fuchsweihers nicht geduldet. Bei Zuwiderhandlungen muss damit gerechnet werden, dass die Polizei einschreitet.
Es wird aber auch Angelfischfang betrieben. Der Weiher ist mit Barschen, Hechten, Karpfen, Regenbogenforellen, Rotaugen, Rotfedern und Schleien besetzt.